# 초마계촌
《초마계촌》(일본어: 超魔界村, 영어: Super Ghosts 'N Goblins)은 1991년 10월4일 캡콤에서 발매된 슈퍼패미콤용 게임 소프트웨어이다. 롬카트리지(게임팩)가격은 8,500엔이다.

## 개요
1988년 발매된 『대마계촌』의 속편. 전작과 마찬가지로 풍부한 무기와 마법을 쓸 수 있다. 평가가 높았던 그래픽,사운드도 각각 진화했다. 전작과 비교하면 난이도는 약간 낮아졌지만 그래도 초고난이도액션임에는 변함이 없다.

## 시스템
상하공격이 불가능해진 점 이외에는 전작과 비교해 큰 변화는 없지만 2단점프가 가능. 입수할 수 있는 갑옷의 종류가 철·청동·황금 3종류로 늘어났다. 청동갑옷을 얻었을 때는 무기의 위력이 증가, 황금갑옷을 얻었을 때는 거기에다 마법도 쓸 수 있다. 또한 마법발동직후는 무적이다.
지금까지 컨티뉴는 무한이었으나 이번 작품에서는 제한횟수가 정해져있어, 크레딧이 모두 없어지면 게임오버가 된다. 하지만 아이템으로 나오는 돈주머니(주머니에 $라고 써있다.)를 일정개수 이상 모으면 크레딧을 최대 9까지 늘릴 수 있다.

## 무기
무기는 보물상자나 랜덤하게 출현하는 항아리를 들고 있는 적을 죽이면 나온다. 단 공주의 팔찌는 보물상자에서만 나온다.
창
초기장비. 랜스의 형태로 별 다른 특징이 없는 가장 표준적인 무기. 스피드는 느리고 수평직선으로 날아간다. 동시에 2발 발사가능.
불꽃의 창:보다 강한 위력을 지닌 창을 던지지만 1발 밖에 쓸 수 없기 때문에 쓰기 어렵다.
번개마법:낙뢰를 머리위로 받아 좌우로 확산시킨다. 위와 좌우로 대미지를 줄 수 있다.
단검
공격판정도 작고 공격력도 낮지만, 스피드가 빠르다. 수평직선으로 날아가며 동시에 3발 발사가능.
빛의 단검:레이저형태의 단검을 날린다. 속도와 위력이 향상되며 적을 관통한다. 연사가 쉽고 벽이나 지형도 뚫고 가기 때문에 보통단검보다 쓰기가 매우 쉬워진다.
화룡마법:불타는 용을 불러낸다. 구불거리듯이 출현한 후 아더의 후방으로 날아간다. 정통으로 맞았을 때의 위력도 상당하고 쓰기 편한 마법이다.
활
대각선으로 두발의 화살을 쏜다. 위력은 약하고 정면의 적에게 맞추기 어려우나 적이 머리위에 있을 때가 많아서 쓰기 편한 무기이다.
유도화살:유도성능을 지닌 3발의 총알을 쏜다. 편리하지만 연사가 안되고 총알이 화면에 무의미하게 돌아다니기 쉬워서 잘 쓰기 위해선 익숙해질 필요가 있다. 위에 있는 적이나 레드아리마에게 매우 유효하다.
탐색마법:화면내의 보물상자를 나오게 한다. 또한 화면내에 돌아다니는 유도화살을 없앤다. 공격판정은 없지만 무적시간이 모든 마법 중에서 가장 길다.
횃불
푸른색 파이어볼을 포물선으로 던진다. 땅에 닿으면 불기둥이 일어나 적을 공격한다. 동시에 2발 발사가능.
불기둥의 횃불:불기둥이 더 커지고 위력도 강해진다.
실드마법:일정시간 베리어를 친다. 적에게 대미지를 줄 수 있으며 일부 적의 총알을 상쇄시킨다.
낫
수그려서 쏘면 지면을 따라간다. 1발 밖에 쏠 수 없다.
진공의 낫:위력과 관통력이 증가. 이펙트는 2히트로 보이지만 실제로는 1히트뿐.
회오리마법:두개의 회오리가 아더의 주위를 돌듯이 나타나 그 후 하늘로 날아간다. 매우 위력이 강하고 쓰기 쉽다.
도끼
원을 그리며 날아간다. 원칙적으로 동시에 한발 밖에 쏠 수 없지만, 버튼을 마구 연타하면 2발을 쏠 수 있는 경우도 있다.
양단의 도끼:한번 상승했다 원래 높이로 돌아온 다음, 전방으로 날아가는 궤도를 그린다. 대미지 판정이 커지지만 연사가 안되는 데다가 탄속도 느리고, 궤도도 특수해서 매우 쓰기 어렵다.
라이트닝마법:포물선형의 광선을 쏜다. 광선의 틈이 너무 커서 맞추기 어렵다.
크로스소드
알파벳의 L자의 형태처럼 독특한 궤도를 그리며 날아간다. 그 때문에 정면에 있는 적에게 매우 맞추기 어렵지만, 본작에서는 위로 쏠 수 없기 때문에 바로 위에 있는 적에 대해서만 쓰기 쉽다. 실은 거의 모든 보스에게 강하며 잘만 쓰면 순식간에 죽일 수도 있다. 2연사 가능. 1회차의 5스테이지 이후에 등장.
광륜의 크로스소드:위력이 강해지고 적을 관통하는 것 이외에는 큰 변화는 없다.
대폭렬마법:어더의 머리위에 소규모폭발을 일으킨다. 대미지 판정이 작아서 그다지 효과는 없다.
공주의 팔찌
최종보스 전용무기. 모든 무기 중 사정거리가 가장 짧고 마법을 쓸 수 없다. 그대신 근거리 위력은 최강이고 황금갑옷 장착시 적의 총알을 상쇄시킬 수 있다. 또 청동,황금갑옷 장착시 사거리와 공격력이 상승한다. 2회차에서만 등장. GBA판 어레인지모드에서는 처음부터 입수가능.

## 아이템
- 갑옷

- 철갑옷:초기장비
- 청동갑옷:철갑옷 장착시에만 보물상자에서 등장한다. 입수하면 무기가 강화된다.
- 황금갑옷:청동갑옷 장착시에만 보물상자에서 등장한다. 입수하면 각 무기의 마법을 쓸 수 있다.

- 방패

- 달의 방패:황금갑옷 초기장착시 자동으로 입수된다. 적탄을 한번 막을 수 있다. 마법게이지의 상승속도가 약간 올라간다. 황금갑옷을 장착하고 있고 달의 방패가 부서졌을 때 보물상자에서 입수할 수 있다.
- 태양의 방패:달의 방패를 장착하고 있을 때 보물상자에서 등장한다. 적탄을 3번 막을 수 있다. 마법게이지의 상승속도가 최고가 된다. 방패는 보스가 쏘는 위력이 강한 총알은 막아내지 못할 경우가 있으며 적에게 부딪쳐서 황금갑옷이 벗겨지면 방패도 없어진다.

- 보물상자

정해진 장소에 출현하며 아이템(무기,갑옷,방패)·함정·마법사 중 하나가 나온다. 무엇이 나오는지 일정패턴이 있다.
- 함정:용수철덫이 그 자리에 설치된다. 건드리면 대미지.
- 마법사:보물상자에서 출현하며 아더를 변신시키는 마법을 쓰고 사라진다. 변신 중에는 공격이나 2단점프가 불가능해진다. 일정시간 지나면 풀리고, 무엇으로 변하는지는 아더의 갑옷에 따라 달라진다.

- 기타

- 석상:득점아이템. 랜덤하게 출현한다. 항아리를 가진 적을 죽이면 나오고, 2종류가 있다.
- 돈주머니:득점아이템. 스테이지에 놓여져있다. 일정개수 이상을 모으면 컨티뉴크레딧이 늘어난다.(최대9회까지). 난이도에 따라 컨티뉴에 필요한 개수가 달라진다.

## 스테이지
1
전반은 묘지, 후반은 암흑의 밀림.
보스는 코카트리스. 거대한 괴조로 입에서 알을 뱉거나 목을 뻗어 공격해온다. 머리가 약점.
2
전반은 유령선, 후반은 태풍치는 바다를 뗏목으로 건너간다.
보스는 스톰체자리스. 거대한 따개비괴물. 회오리로 부유하며 소라미사일을 쏜다.
3
전반은 용광로, 후반은 탑.
보스는 데스크롤러. 거대한 애벌레괴물. 아더의 주위를 회전하거나, 화면밖에서 총알을 쏜다.
4
마물의 뱃속.
보스는 히드라. 3두용. 불덩이를 쏘거나. 나가의 모습으로 분열해 공격해온다.
5
전반은 영구동토의 숲. 후반은 설원지대.
보스는 베르아로켄. 얼음의 마인. 상반신만 떠다니며 팔을 부메랑처럼 날리거나, 아더를 얼리는 총알을 쏜다.
6
마제의 성 1
보스는 아스타로트. 레이저나 불을 쏜다. 7스테이지에서도 등장.
7
요마복도(마제의 성 2).
보스는 초마왕 네비로스. 아스타로트보다도 긴 불이나 거대한 레이저로 공격한다. 먼저 아스타로트가 등장하고 아스타로트가 쓰러지고 난 뒤 등장한다.
E
마제의 방에서 최종결전.
보스는 마제 사마엘. 레이저를 흩뿌리며 공격한다. 머리가 약점이지만, 매우 거대해서 복부에서 쏘는 레이저형태의 발판을 타고 올라가야 때릴 수 있다.

## 이식
- 세가 새턴·플레이스테이션용 (1998년 9월23일)

『세가제너레이션 제2집 ~마계와기사~』에 수록.
- GBA용 (2002년 7월19일)

명칭은 『초마계촌R』 스테이지 추가등의 어레인지모드 수록.
- 플레이스테이션2용 (2006년 3월2일)

『캡콤 클래식 컬렉션』에 수록.
- PSP용 (2006년 9월7일)
- Wii버추얼콘솔 (2007년 2월20일)

800포인트 필요.

## 시리즈
- 마계촌
- 대마계촌
- 본 작품
- 초마계촌R
- 극마계촌
- 극마계촌 改